# Irina Gerlic
Irina Jakovlevna Gerlic  (nacida el 29 de abril de 1966 en Krasnokutsk, Unión Soviética) es una exjugadora de baloncesto kazaja. Consiguió 2 medalla en competiciones oficiales con la URSS y fue campeona olímpica con la CEI en el año 1992.